# Hradisko-klooster
Het Hradisko-kooster (Tsjechisch: Klášter Hradisko, Klášterní Hradisko of kortweg Hradiště en Duits: Kloster Hradisch) is een voormalig Premonstratenzers-klooster in de Moravische stad Olomouc, in de wijk Klášterní Hradisko. Het gebouw is sinds 1802 in gebruik als onderdeel van het Vojenská nemocnice Olomouc. Sinds 1995 heeft het klooster de status nationaal cultureel monument (národní kulturní památka). Op het binnenplein van het klooster bevindt zich de Saturnusfontein.

## Geschiedenis

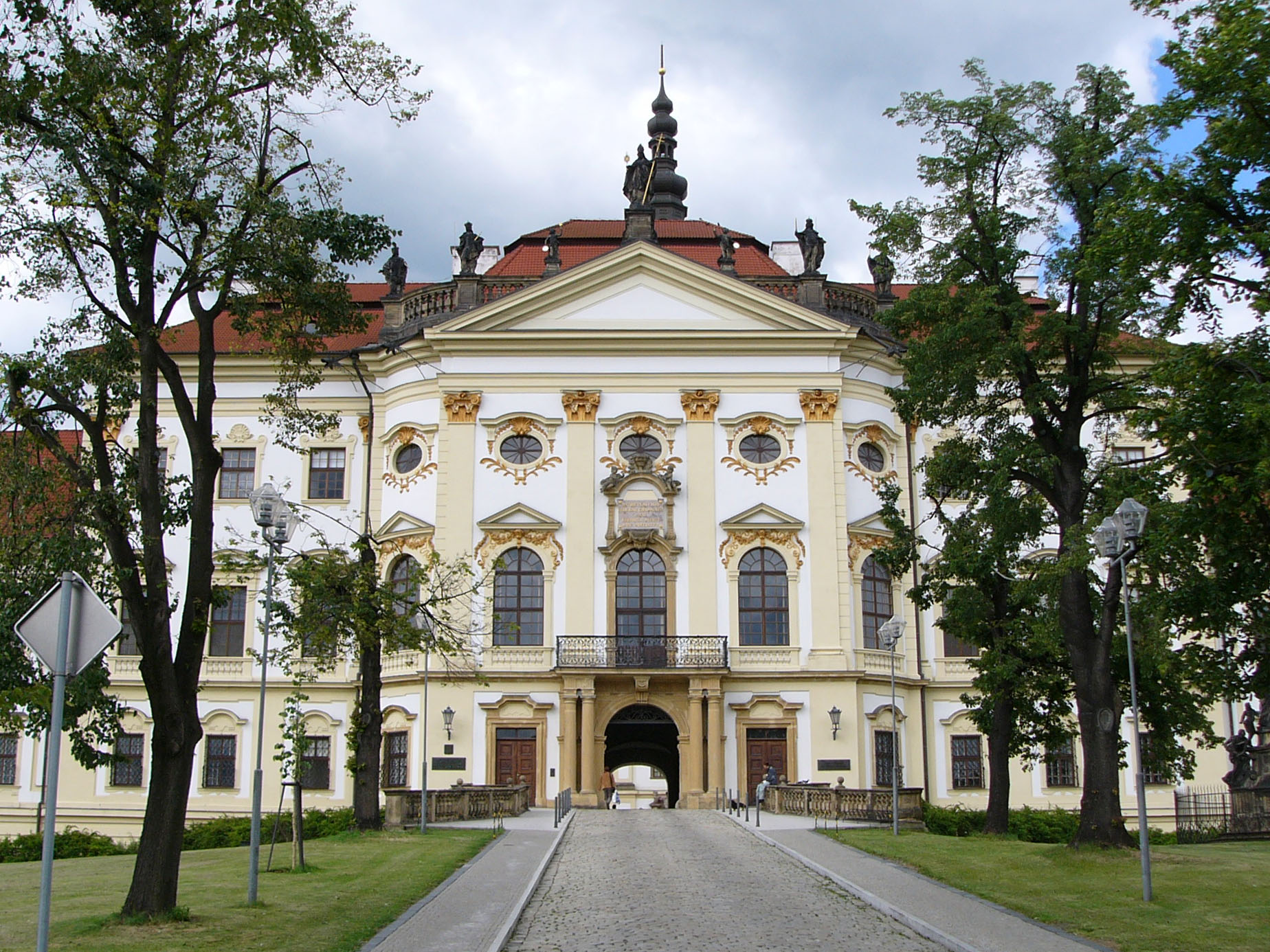
De hoofdingang van het klooster

Ten noorden van de Burcht van Olomouc, op de tegenoverliggende linker oever van de rivier Morava, ligt een kleine rotsachtige heuvel met de naam Hradisko. Volgens een lokale legende liet de Boheemse hertog Břetislav I hier een kasteel bouwen nadat hij Judith van Schweinfurt uit een klooster in Schweinfurt had ontvoerd. Op basis van archeologische vonsten van verlaten heuvelforten rond het klooster is aangetoond dat deze plek al vroeg door mensen werd bewoond. Rond het klooster zijn verder nog duidelijk resten van wallen te zien.
Op uitnodiging van de apanage-vorst Otto I van Olomouc en zijn vrouw Euphemia van Hongarije arriveerden in 1077 Benedictijnen om hier een klooster te bouwen "ter ere van de Verlosser en de eerste martelaar Sint-Stefanus". Al na enkele maanden, op 3 februari 1778, wijdde de bisschop van Olomouc Jan I van Breunau ter plekke het klooster-oratorium in. Dit gebeurde onder toeziend oog van niet alleen Otto en Euphemia, maar ook dat van de Boheemse hertog Vratislav II, de abt van het Břevnov-klooster Meinhard en de abt van het Sázava-klooster. De eerste abt van het nieuwe klooster werd de monnik Jan. Volgens de overlevering uit de baroktijd waren Jan en andere broeders afkomstig uit het Břevnov-klooster. De eerste ordebroeders kunnen echter ook afkomstig zijn geweest uit Hongarije.

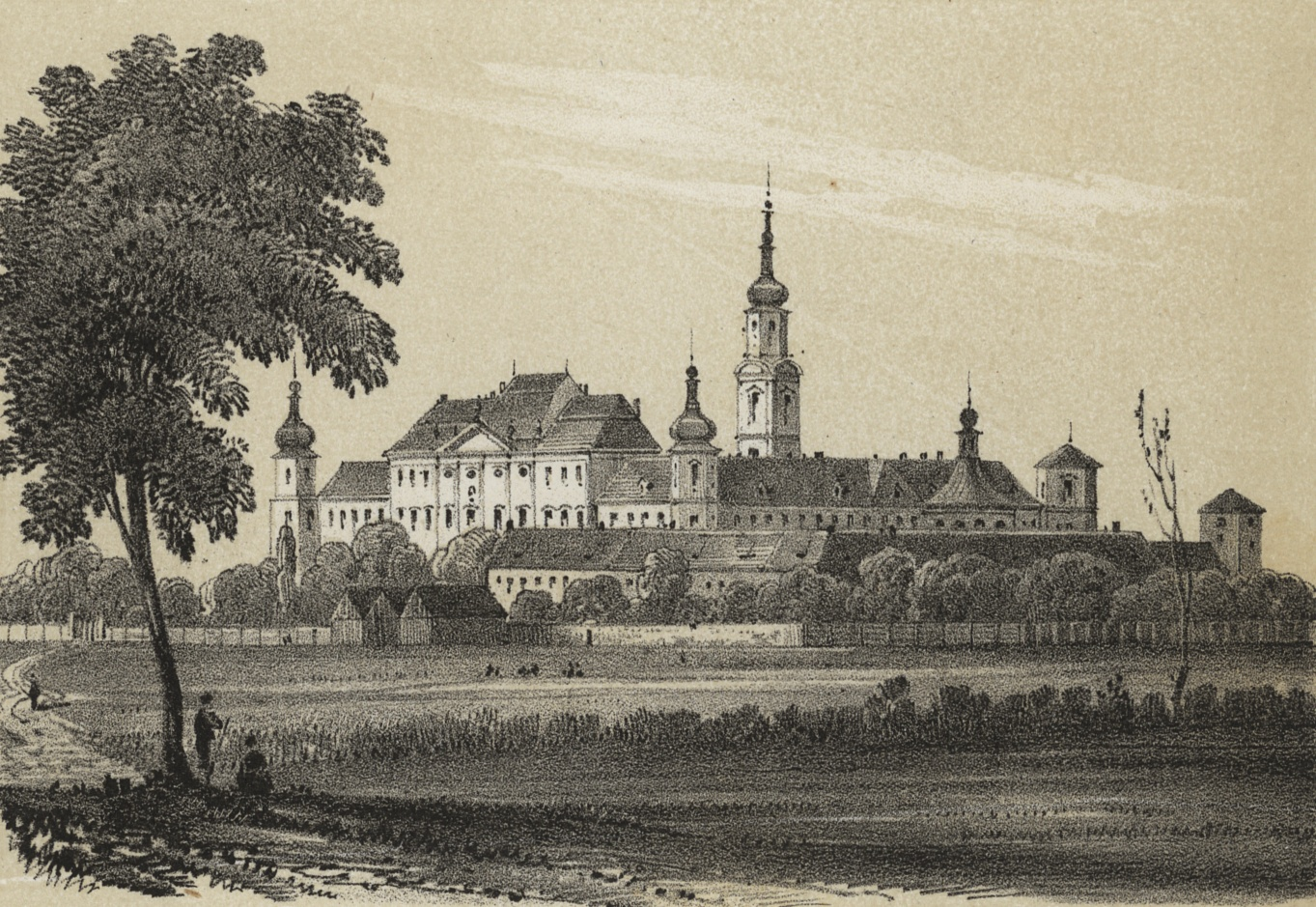
Tekening van het klooster uit 1845.

Op de dag van de inwijding van het klooster liet Otto de stichtingsakte opstellen waarin hij de schenking van het klooster bevestigde. Twee dagen later stelde Vratislav een akte op, waarin hij de schenking van zijn jongere broer bevestigde en het eigendom van het klooster uitbreidde met het dorp Uhersko in Bohemen met 3 popluží, landmannen en tien paarden. Deze twee aktes zijn de oudste schenkingsprivileges in de Tsjechische geschiedenis en zijn samen met charter voor de kerk in Stará Boleslav de oudste charters die in Tsjechië zijn uitgegeven.
In de tweede helft van de jaren '40 van de 12e eeuw werden de Benedictijnen het klooster uitgezet, zij vonden asiel in het Opatovice-klooster en de Premonstratenzers in hun plaats kwamen. Deze verandering houdt mogelijk verband met het bezoek van de legaat Guido in 1143 en de bredere trend in die tijd waarin de Premonstratenzers de paus en de kerkhervormingen steunden. Iets wat, bij de aankomst van de Premonstatenzers in de Boheemse landen gepaard ging met een vijandige opstelling ten opzichte van de Benedictijnen. Onder de Premonstratenzers groeide het klooster uit tot een belangrijk instituut in Moravië.

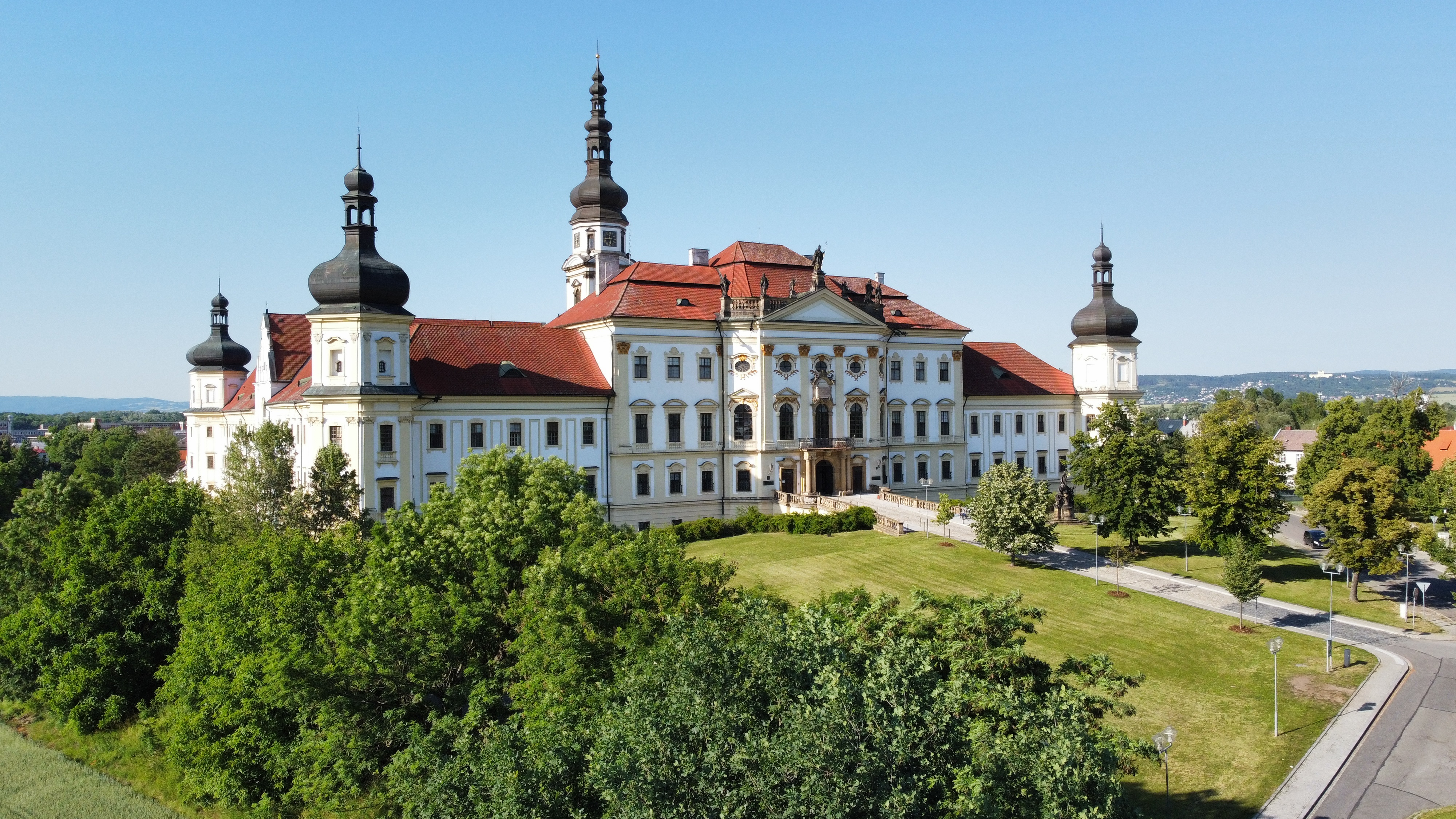
Een foto van het zuidwesten.

Volgens de overlevering zou het klooster tijdens de Eerste Mongoolse invasie van Polen in 1241 zijn afgebrand. Ook tijdens de inval van de Hongaarse koning Béla IV in 1253 is het klooster waarschijnlijk beschadigd. Hierna werd het Hradisko-klooster snel hersteld, al in 1257 werd onder de abt Robert een kerk met zes kapellen ingewijd. Tijdens de Hussietenoorlogen volgde een nieuwe aanval op het klooster, ditmaal door hussieten in 1429. In juni 1432 keerden de hussieten terug en zij brandden het klooster, met uitzondering van de Sint-Stefanuskerk, plat, waarna de resten werden gesloopt door de burgers van de stad Olomouc. Het duurde even voordat het Hradisko-klooster opnieuw werd opgebouwd met een bijdrage van de Boheemse koning Joris van Podiebrad. In 1642 werd Olomouc bezet door het Zweedse leger tijdens de Dertigjarige Oorlog en het klooster afgebroken. De meest waardevolle boeken werden uit het klooster naar Zweden meegenomen als oorlogsbuit.
Rond de eeuwwisseling van de 17e naar 18e eeuw kreeg het Hradisko-klooster zijn barokke uiterlijk, desalniettemin werd het klooster op 18 augustus 1784 opgeheven.